# Léon Besnard
Pour les articles homonymes, voir Besnard.
 (octobre 2019).
Si vous disposez d'ouvrages ou d'articles de référence ou si vous connaissez des sites web de qualité traitant du thème abordé ici, merci de compléter l'article en donnant les références utiles à sa vérifiabilité et en les liant à la section « Notes et références ».
Léon Besnard, né en 1879 et mort le 19 juillet 1954, est un architecte français, connu pour ses réalisations dans le logement social, notamment au sein de la Fondations Edmond de Rothschild et de l'Office des habitations à loyer modéré du département de la Seine.

## Réalisations
- Ensemble HBM, rue Jeanne d'Arc, Paris (13e), 1911[1]
- Manufacture d’abrasifs et de produits chimiques Duperrey à Pantin, 1913[2],[3].
- Groupe scolaire boulevard Serrurier et rue de Romainville, Paris (19e), 1914[1]
- Ensemble HBM, 75 rue du Mont-Cenis et 2-6 rue Duc, Paris (18e)[1], 1922-1925.
- Ensemble HBM (2 734 logements), Paris, avenue de la Porte Clignancourt, 1926 avec Alexandre Maistrasse, Henry Provensal et Raoul Brandon[4].
- HBM 49 à 53 rue de l'Ourcq, Paris (19e), avec Alexandre Maistrasse et Henry Provensal
- Ensemble HBM, rue Édouard-Robert, Paris (12e), avec Alexandre Maistrasse,  1920-1924.
- Ensemble HBM « cité du Souvenir[1] », 11 rue Saint-Yves, Paris (14e), avec D. Boulenger, 1926-1930.
- HBM 254 à 256 rue Marcadet, Paris (18e) avec Henry Provensal, André Ventre et Gustave Majou.
- Maison avec jardin, 12 rue Jacquart à Pantin pour le parfumeur Lucien Salomon, 1931[5].